# الدوري الإيراني الدرجة الثانية 1997–98
الدوري الإيراني الدرجة الثانية 1997–98 هو موسم من الدوري الإيراني الدرجة الثانية. فاز فيه نادي ملوان.